# Bartmännchen
Die Bartmännchen (Ophidiidae, gr.: „ophis“ = Schlange,  dt. Schlangenfische) sind eine Familie der Echten Knochenfische, die in allen Weltmeeren, von Schelf- und Riffgebieten bis in die Tiefseegräben vorkommen. Ein totes Exemplar von Abyssobrotula galatheae hat man im Puerto-Rico-Graben in einer Tiefe von 8370 Metern gefunden. Holcomycteronus profundissimus lebt in Tiefen von 5600 bis 7160 Metern.

## Merkmale
Bartmännchen sind beschuppt und werden 7 Zentimeter bis 1,90 Meter lang. Die Flossenstrahlen der Rückenflosse sind normalerweise gleich lang oder länger als die gegenüberstehenden der Afterflosse. Anus und der Beginn der Afterflosse sind normalerweise hinter dem Ende der Brustflosse. Bei wenigen Arten fehlen die Bauchflossen. Einige Arten haben auf dem Kiemendeckel einen oder mehrere Stacheln. Die Schwimmblase ist unterschiedlich gebaut und kann auch zwischen den Geschlechtern divergieren.
Es gibt vivipare und ovovivipare Arten. Männchen haben ein Begattungsorgan und übertragen Spermatophoren.

## Systematik

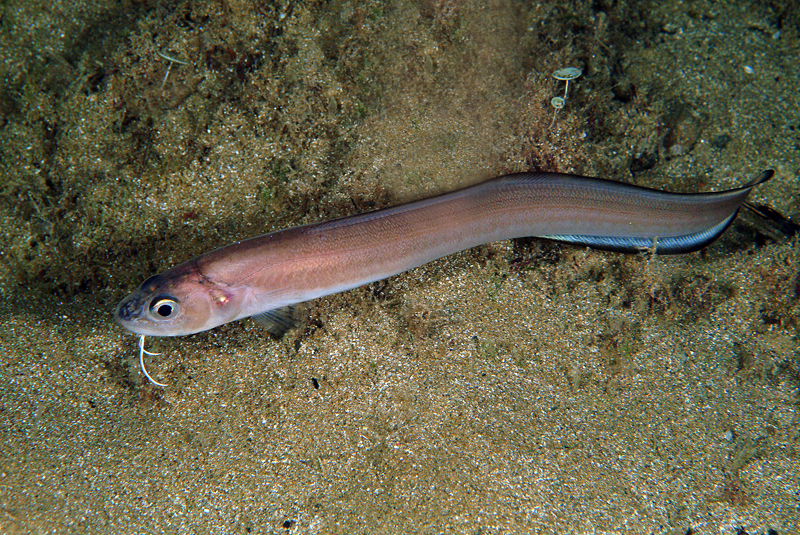
Bartmännchen (Ophidion barbatum)

Es gibt drei Unterfamilien, etwa 45 Gattungen und über 260 Arten. Von den Unterfamilien sind nur zwei monophyletisch und werden in eigenen Artikeln vorgestellt. Die Gattungen und Arten der nicht monophyletischen Unterfamilie Neobythitinae werden im Folgenden gelistet. Die Gattung Brotula, die ursprünglich als vierte Unterfamilie Brotulinae in die Familie der Bartmännchen gestellt wurde, bildet seit Mitte 2024 eine eigenständige Familie (Brotulidae).
- Unterfamilie Brotulotaeniinae, keine Barteln, Schuppen haben die Form kleiner Pickel.
- Unterfamilie Ophidiinae, keine Barteln an Kinn und Maul, Cycloidschuppen, Die Bauchflossen sitzen weit vorne.
  - Tribus Lepophidiini, Rumpf mit sich überlappenden Schuppen bedeckt, Hinterkopf stark beschuppt.Genypterus blacodes

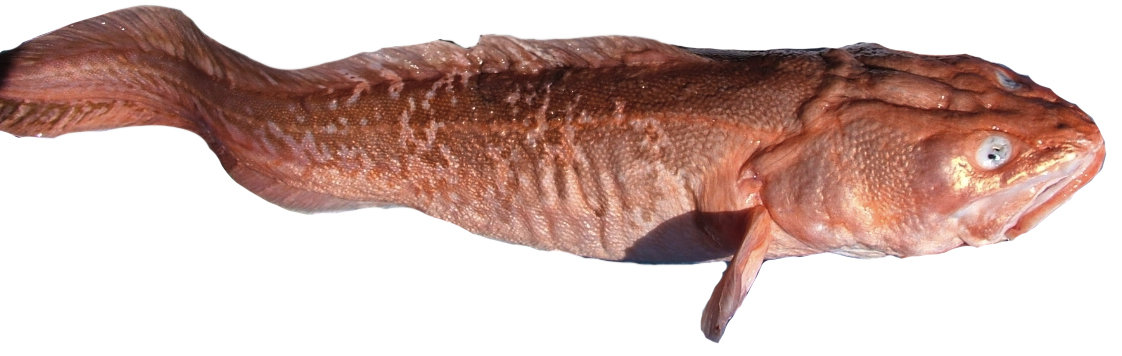
Genypterus blacodes

  - Tribus Ophidiini, Kopf vollständig oder fast schuppenlos (außer bei Raneya), Rumpf überwiegend beschuppt, Schuppen überlappen nicht.Bartmännchen (Ophidion barbatum)
- Unterfamilie Neobythitinae, keine Barteln, Cycloidschuppen, die Unterfamilie ist nicht monophyletisch
  - Gattung Abyssobrotula
    - Abyssobrotula galatheae Nielsen, 1977.
    - Abyssobrotula hadropercularis Ohashi & Nielsen, 2016

  - Gattung Alcockia
    - Alcockia rostrata (Günther, 1887).

  - Gattung Apagesoma
    - Apagesoma delosommatus (Hureau, Staiger & Nielsen, 1979).
    - Apagesoma edentatum Carter, 1983.

  - Gattung BarathritesBarathrites iris

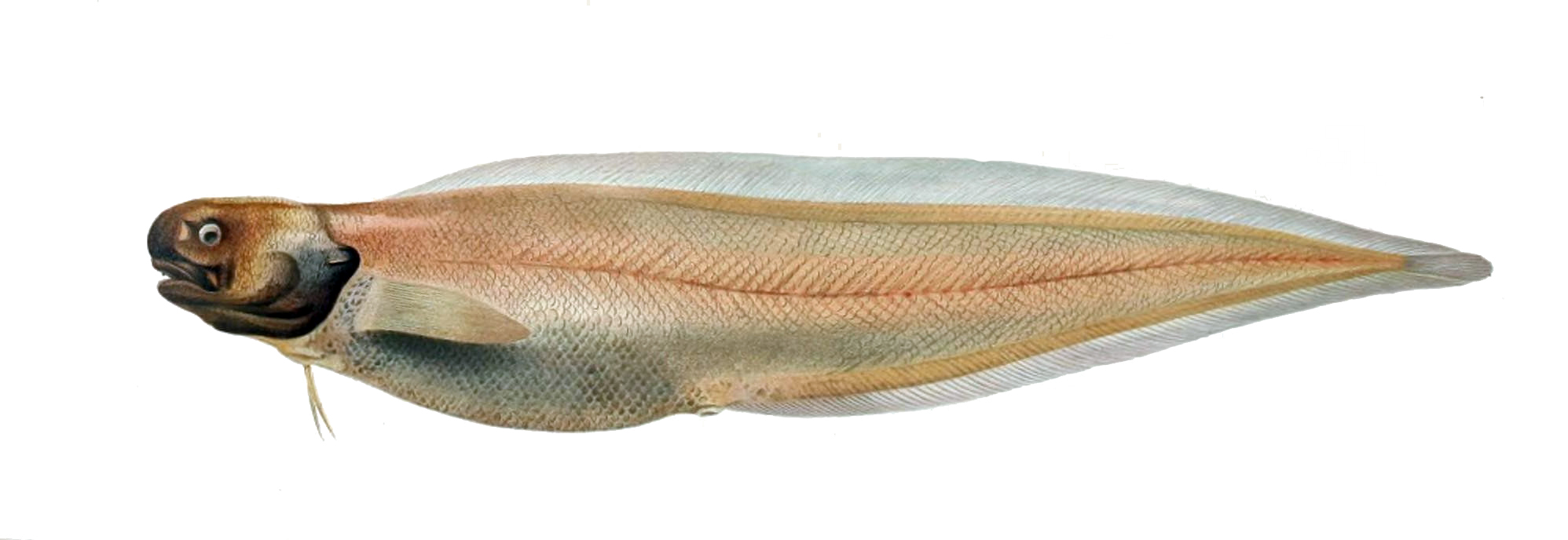
Barathrites iris

    - Barathrites iris Zugmayer, 1911.
    - Barathrites parri Nybelin, 1957.

  - Gattung BarathrodemusBarathrodemus manatinus

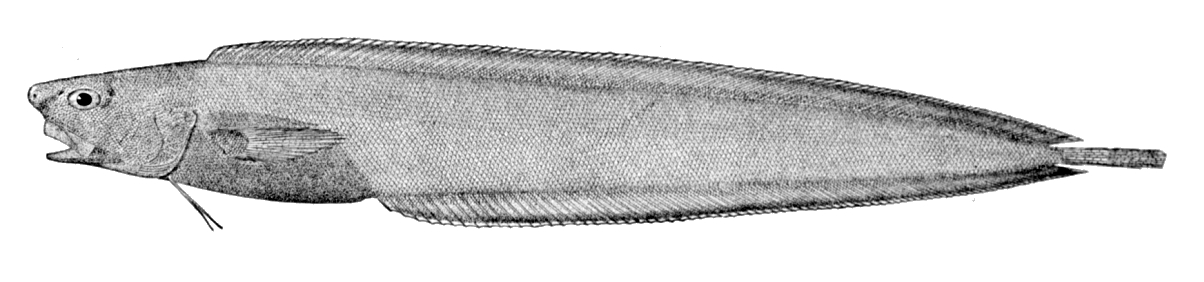
Barathrodemus manatinus

    - Barathrodemus manatinus Goode & Bean, 1883.
    - Barathrodemus nasutus Smith & Radcliffe, 1913.

  - Gattung Bassogigas
    - Bassogigas gillii Goode & Bean, 1896.

  - Gattung BassozetusBassozetus sp.

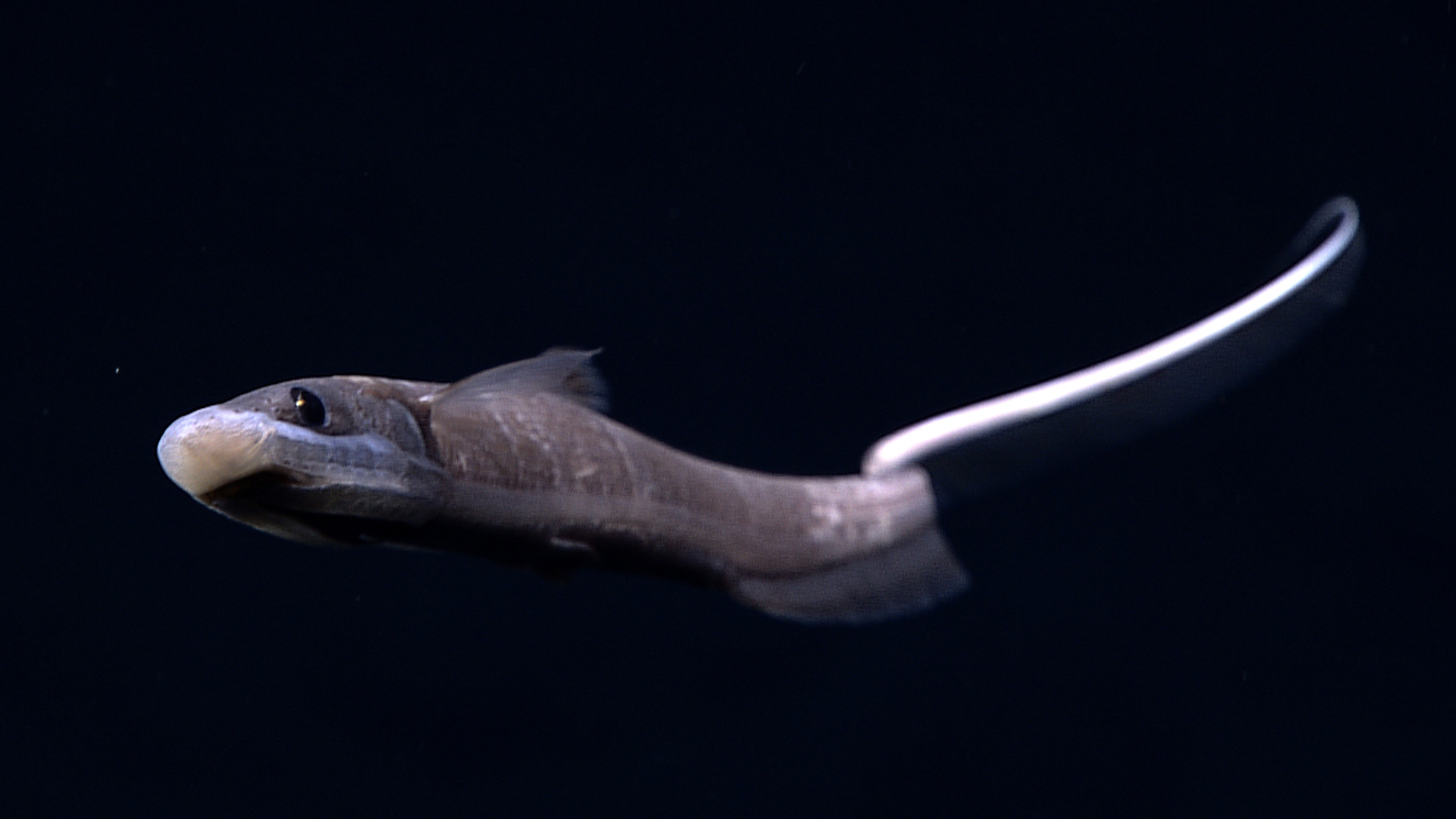
Bassozetus sp.

    - Bassozetus compressus (Günther, 1878).
    - Bassozetus elongatus Smith & Radcliffe, 1913.
    - Bassozetus galatheae (Nielsen, 1977).
    - Bassozetus glutinosus (Alcock, 1890).
    - Bassozetus levistomatus Machida, 1989.
    - Bassozetus mozambiquensis Tomiyama et al., 2016
    - Bassozetus multispinis Shcherbachev, 1980.
    - Bassozetus nasus Garman, 1899.
    - Bassozetus nielseni Tomiyama et al., 2018.
    - Bassozetus normalis Gill, 1883.
    - Bassozetus oncerocephalus (Vaillant, 1888).
    - Bassozetus robustus Smith & Radcliffe, 1913.
    - Bassozetus taenia (Günther, 1887).
    - Bassozetus werneri Nielsen & Merrett, 2000.
    - Bassozetus zenkevitchi Rass, 1955.

  - Gattung BathyonusBathyonus laticeps

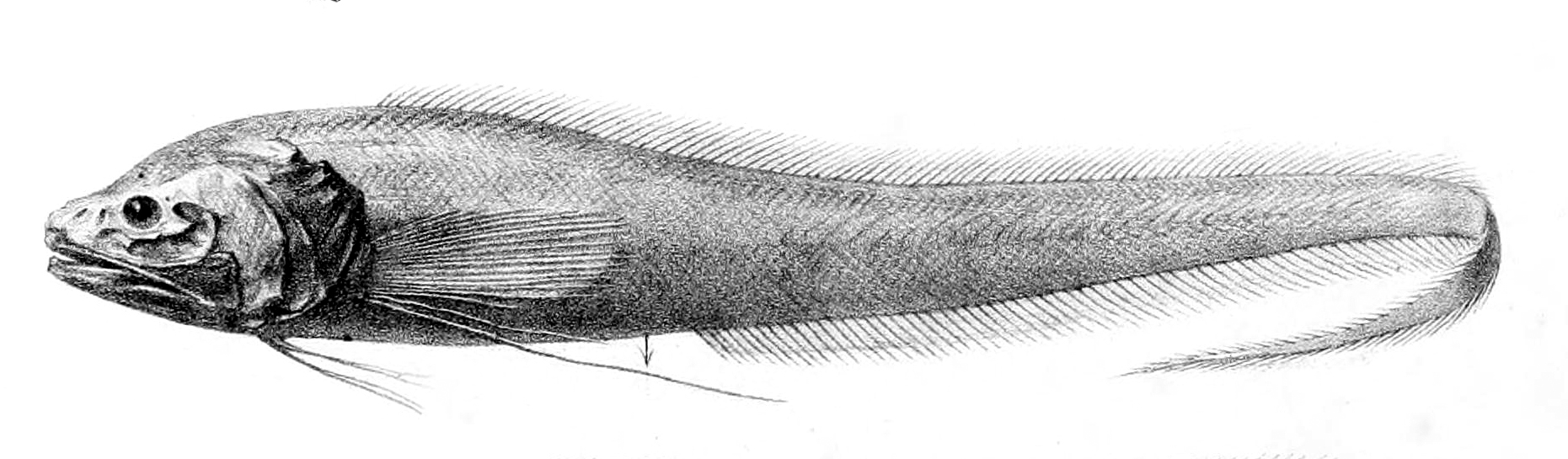
Bathyonus laticeps

    - Bathyonus caudalis (Garman, 1899).
    - Bathyonus laticeps (Günther, 1878).
    - Bathyonus pectoralis Goode & Bean, 1885.

  - Gattung BenthocometesBenthocometes robustus

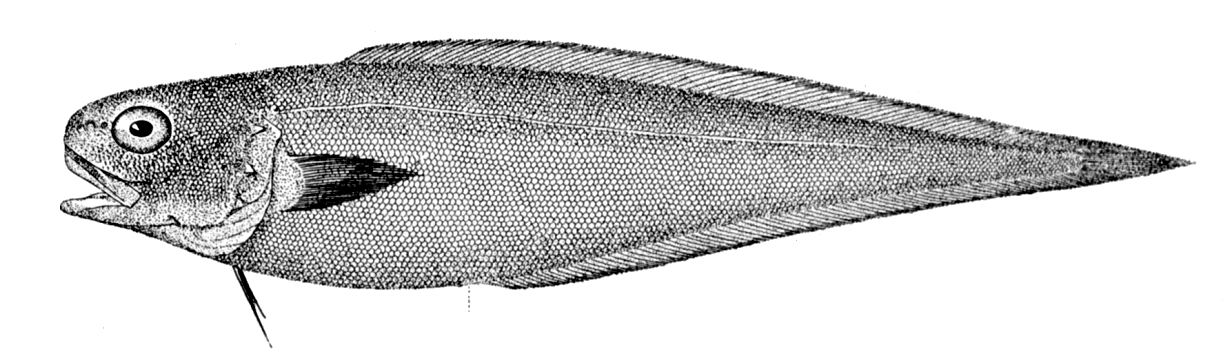
Benthocometes robustus

    - Benthocometes robustus (Smith & Radcliffe, 1913).

  - Gattung Dannevigia
    - Dannevigia tusca Whitley, 1941.

  - Gattung DicroleneDicrolene introniger
    - 18 Arten

  - Gattung Enchelybrotula

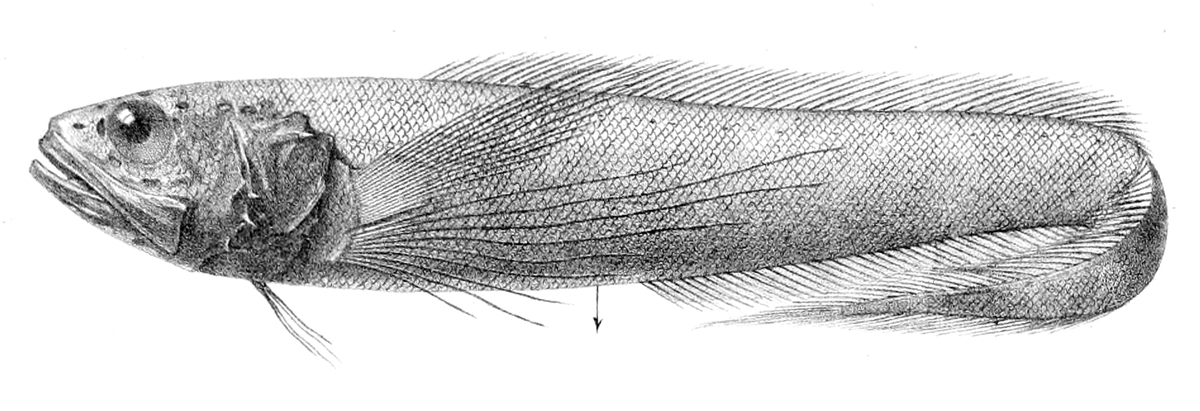
Dicrolene introniger

    - Enchelybrotula gomoni Cohen, 1982.
    - Enchelybrotula paucidens Smith & Radcliffe, 1913.

  - Gattung Epetriodus
    - Epetriodus freddyi Cohen & Nielsen, 1978.

  - Gattung Eretmichthys
    - Eretmichthys pinnatus Garman, 1899.

  - Gattung GlyptophidiumGlyptophidium macropus

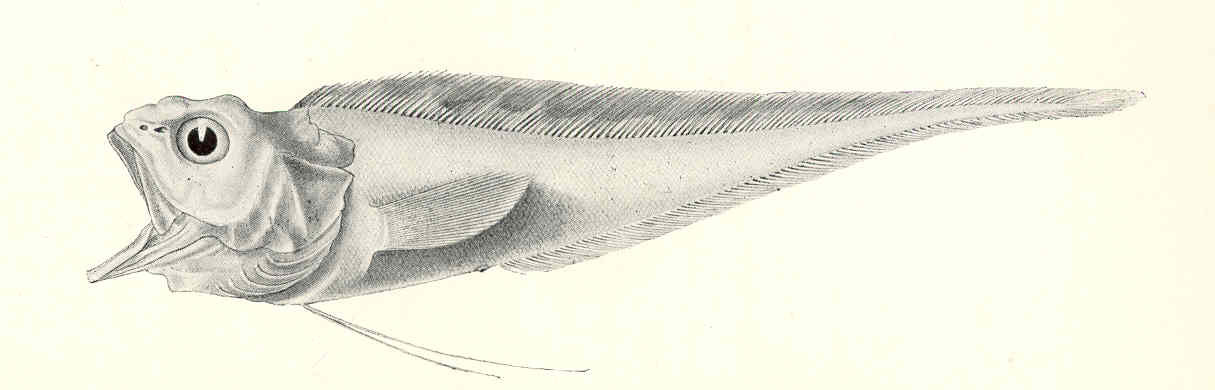
Glyptophidium macropus

    - Glyptophidium argenteum Alcock, 1889.
    - Glyptophidium effulgens Nielsen & Machida, 1988.
    - Glyptophidium japonicum (Steindachner & Döderlein, 1887).
    - Glyptophidium longipes Norman, 1939.
    - Glyptophidium lucidum Smith & Radcliffe, 1913.
    - Glyptophidium macropus Alcock, 1894.
    - Glyptophidium oceanium Smith & Radcliffe, 1913.

  - Gattung HolcomycteronusHolcomycteronus brucei

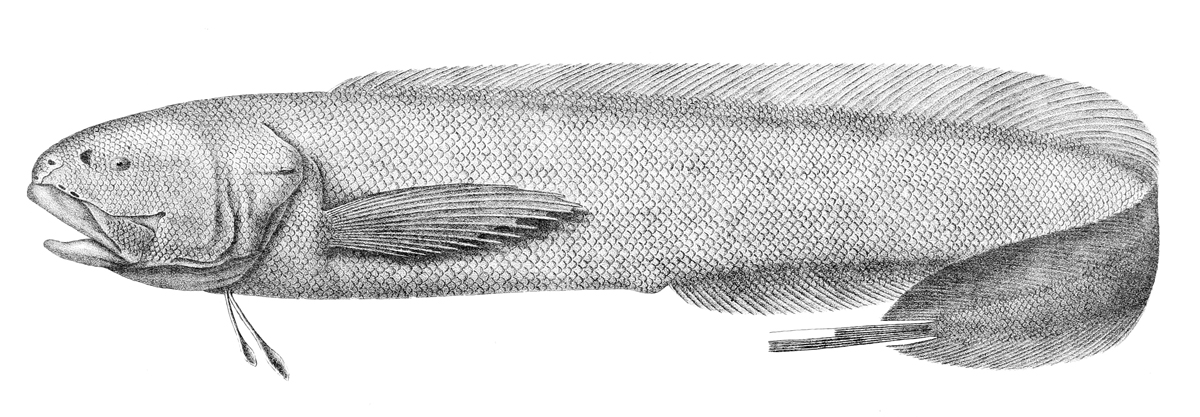
Holcomycteronus brucei

    - Holcomycteronus aequatoris (Smith & Radcliffe, 1913).
    - Holcomycteronus brucei (Dollo, 1906).
    - Holcomycteronus digittatus Garman, 1899.
    - Holcomycteronus profundissimus (Roule, 1913).
    - Holcomycteronus pterotus (Alcock, 1890).
    - Holcomycteronus squamosus (Roule, 1916).

  - Gattung Homostolus
    - Homostolus acer Smith & Radcliffe, 1913.

  - Gattung HoplobrotulaHoplobrotula armata

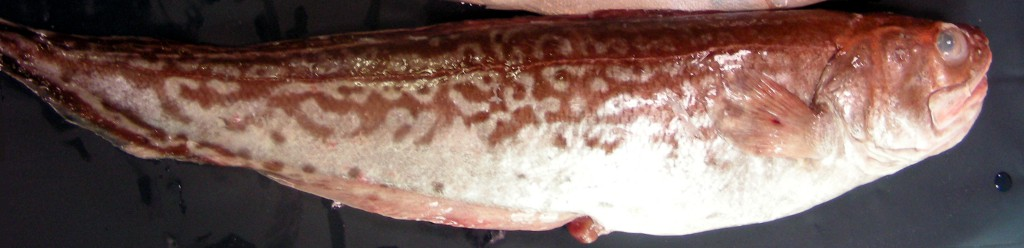
Hoplobrotula armata

    - Hoplobrotula armata (Temminck & Schlegel, 1846).
    - Hoplobrotula badia Machida, 1990.
    - Hoplobrotula gnathopus (Regan, 1921).

  - Gattung LamprogrammusLamprogrammus niger
    - 5 Arten

  - Gattung Leptobrotula

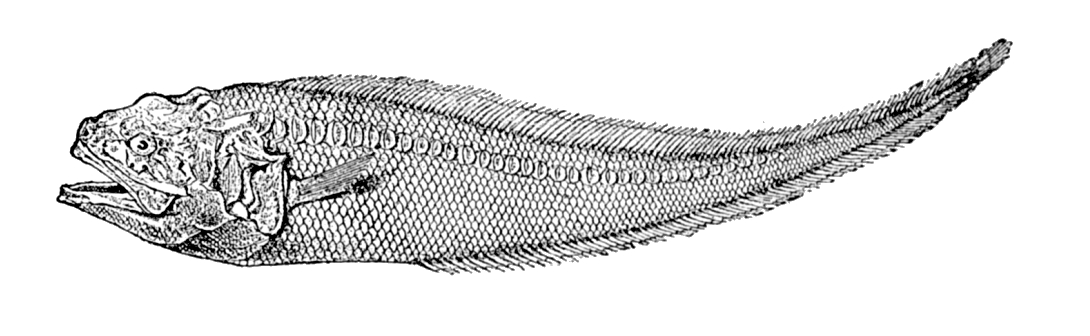
Lamprogrammus niger

    - Leptobrotula breviventralis Nielsen, 1986.

  - Gattung Leucicorus
    - Leucicorus atlanticus Nielsen, 1975.
    - Leucicorus lusciosus Garman, 1899.

  - Gattung Luciobrotula
    - Luciobrotula bartschi Smith & Radcliffe, 1913.
    - Luciobrotula corethromycter Cohen, 1964.
    - Luciobrotula lineata (Gosline, 1954).
    - Luciobrotula nolfi Cohen, 1981.

  - Gattung Mastigopterus
    - Mastigopterus imperator Smith & Radcliffe, 1913.

  - Gattung MonomitopusMonomitopus agassizii

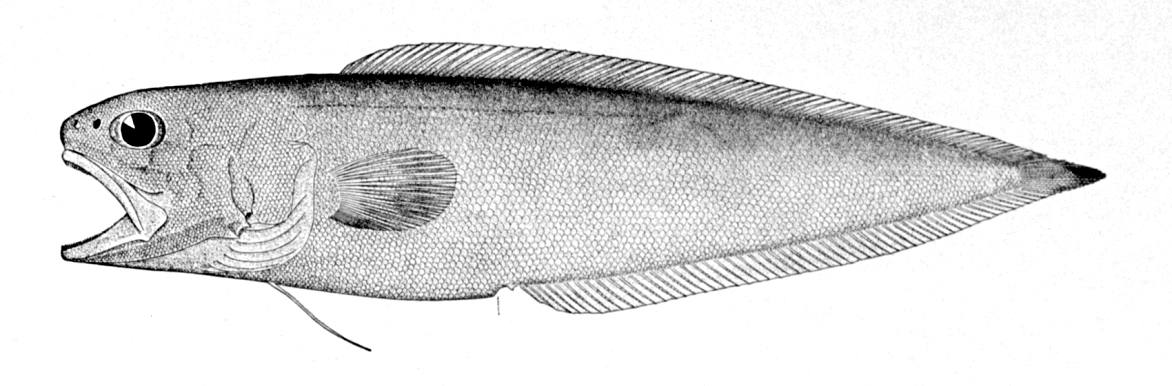
Monomitopus agassizii

    - Monomitopus agassizii (Goode & Bean, 1896).
    - Monomitopus americanus (Nielsen, 1971).
    - Monomitopus conjugator (Alcock, 1896).
    - Monomitopus garmani (Smith & Radcliffe, 1913).
    - Monomitopus kumae Jordan & Hubbs, 1925.
    - Monomitopus longiceps Smith & Radcliffe, 1913.
    - Monomitopus magnus Carter & Cohen, 1985.Monomitopus metriostoma

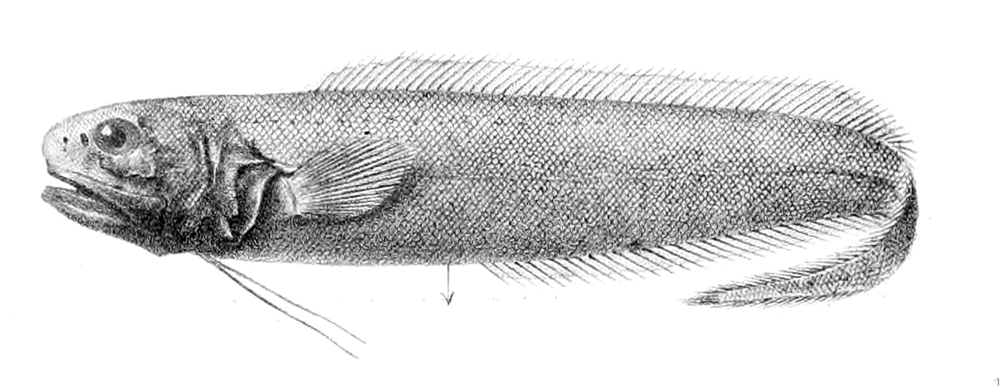
Monomitopus metriostoma

    - Monomitopus malispinosus (Garman, 1899).
    - Monomitopus metriostoma (Vaillant, 1888).
    - Monomitopus microlepis (Matsubara, 1943).
    - Monomitopus nigripinnis (Alcock, 1889).
    - Monomitopus pallidus (Hureau & Nielsen, 1981).
    - Monomitopus torvus Garman, 1899.
    - Monomitopus vitiazi (Nielsen, 1971).

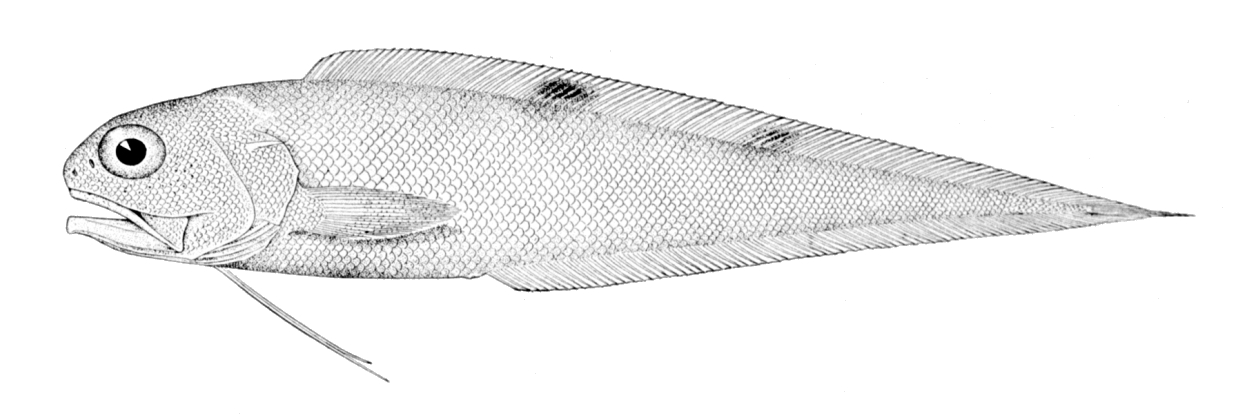
Neobythites gilli

  - Gattung NeobythitesNeobythites gilli
    - über 50 Arten

  - Gattung Neobythitoides
    - Neobythitoides serratus

  - Gattung PenopusPenopus microphthalmus

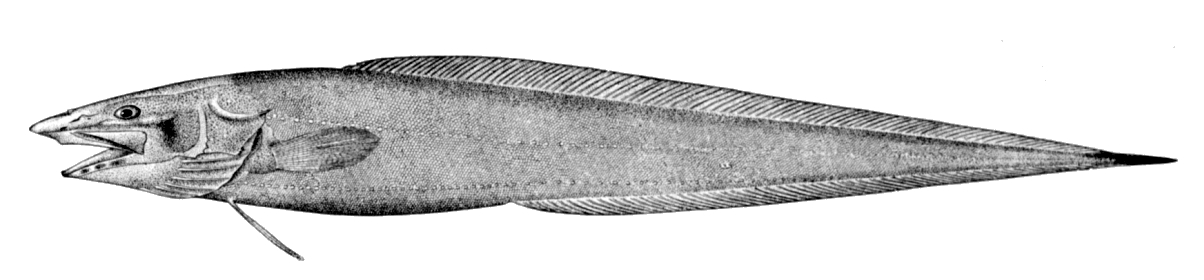
Penopus microphthalmus

    - Penopus microphthalmus (Vaillant, 1888).

  - Gattung Porogadus[2]
    - Porogadus abyssalis Nybelin, 1957.
    - Porogadus atripectus Garman, 1899.
    - Porogadus caboverdensis Schwarzhans & Møller, 2021
    - Porogadus catena (Goode & Bean, 1885).Porogadus catena

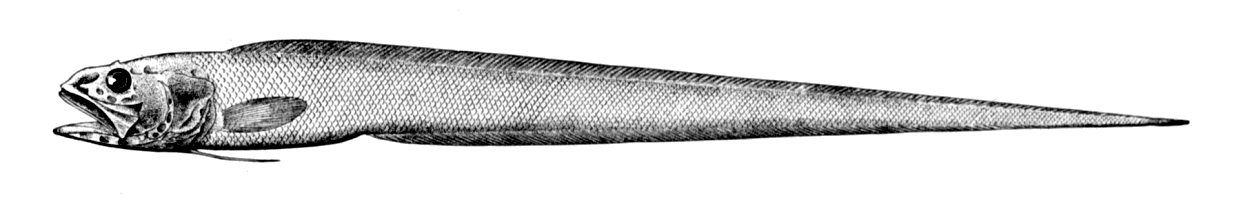
Porogadus catena

    - Porogadus dracocephalus Schwarzhans & Møller, 2021
    - Porogadus gracilis (Günther, 1878).
    - Porogadus guentheri Jordan & Fowler, 1902
    - Porogadus lacrimatus Schwarzhans & Møller, 2021
    - Porogadus longiceps (Smith & Radcliffe, 1913)
    - Porogadus mendax Schwarzhans & Møller, 2021
    - Porogadus melanocephalus (Alcock, 1891).
    - Porogadus miles Goode & Bean, 1885.Porogadus miles
    - Porogadus nudus Vaillant, 1888.

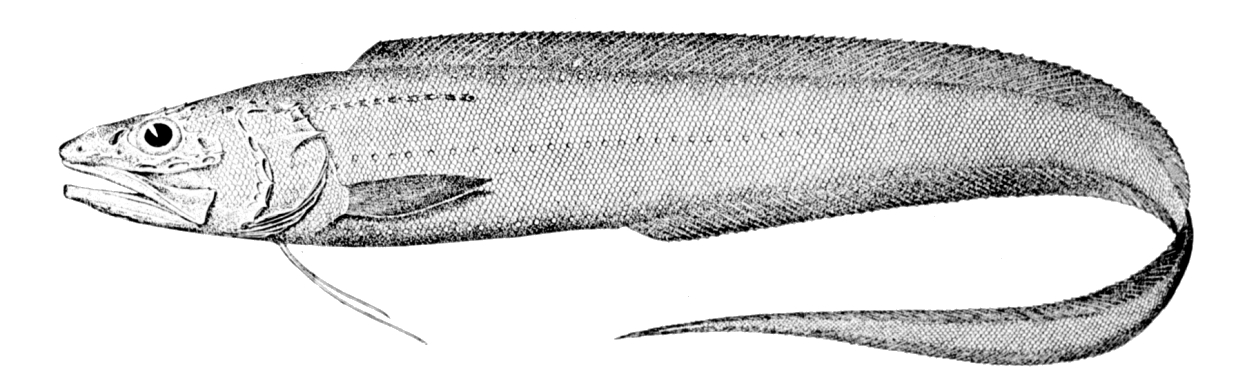
Porogadus miles

    - Porogadus solomonensis Schwarzhans & Møller, 2021
    - Porogadus subarmatus Vaillant, 1888.
    - Porogadus trichiurus (Alcock, 1890).
    - Porogadus turgidus Schwarzhans & Møller, 2021

  - Gattung PycnocraspedumPycnocraspedum squamipinne

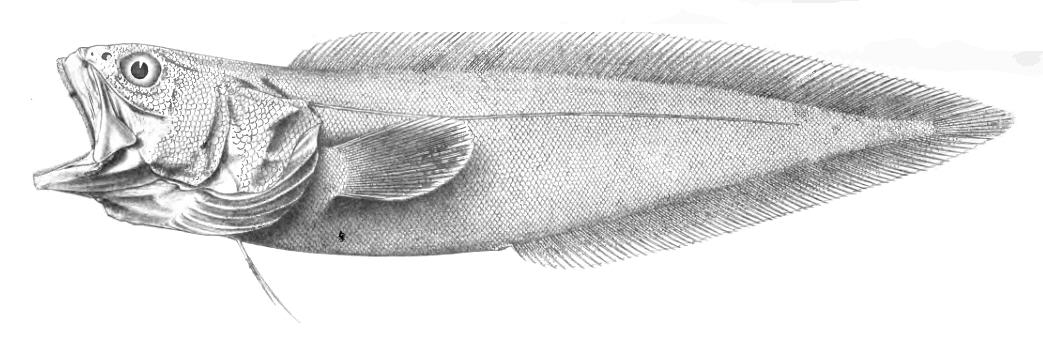
Pycnocraspedum squamipinne

    - Pycnocraspedum armatum (Temminck & Schlegel, 1846).
    - Pycnocraspedum fulvum (Hildebrand & Barton, 1949).
    - Pycnocraspedum microlepis (Matsubara, 1943).
    - Pycnocraspedum phyllosoma (Parr, 1933).
    - Pycnocraspedum squamipinne Alcock, 1889.

  - Gattung Selachophidium
    - Selachophidium guentheri (Jordan & Fowler, 1902).

  - Gattung Sirembo
    - Sirembo amaculata (Cohen & Nielsen, 1982).
    - Sirembo imberbis (Temminck & Schlegel, 1846).
    - Sirembo jerdoni (Day, 1888).
    - Sirembo metachroma Cohen & Robins, 1986.
    - Sirembo wami Nielsen, Schwarzhans & Uiblein, 2014.

  - Gattung Spectrunculus
    - Spectrunculus crassus (Vaillant 1888).
    - Spectrunculus grandis (Günther, 1877).

  - Gattung Spottobrotula
    - Spottobrotula mahodadi Cohen & Nielsen, 1978.
    - Spottobrotula mossambica Nielsen, Schwarzhans & Uiblein, 2014.
    - Spottobrotula persica Nielsen, Schwarzhans & Uiblein, 2014.

  - Gattung TauredophidiumTauredophidium hextii

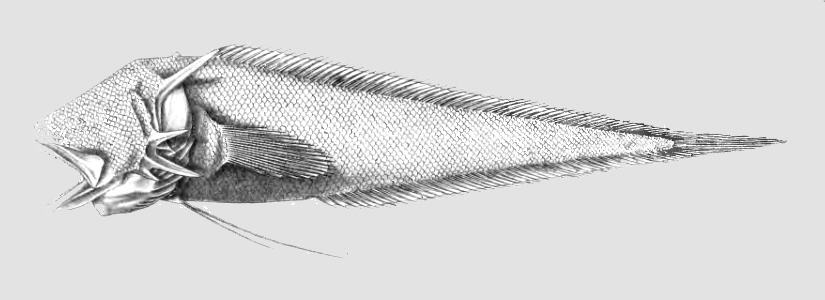
Tauredophidium hextii

    - Tauredophidium hextii Alcock, 1890.

  - Gattung Thalassobathia Cohen, 1963[3]
    - Thalassobathia nelsoni Lee, 1974.
    - Thalassobathia pelagica Cohen, 1963.

  - Gattung Tenuicephalichthys[2]
    - Tenuicephalichthys melampeplus (Alcock, 1896).
    - Tenuicephalichthys multitrabs Schwarzhans & Møller, 2021
    - Tenuicephalichthys silus (Carter & Sulak, 1984)
    - Tenuicephalichthys squamilabrus Schwarzhans & Møller, 2021

  - Gattung Typhlonus Günther, 1878Typhlonus nasus
    - Typhlonus nasus Günther, 1878

  - Gattung Ventichthys

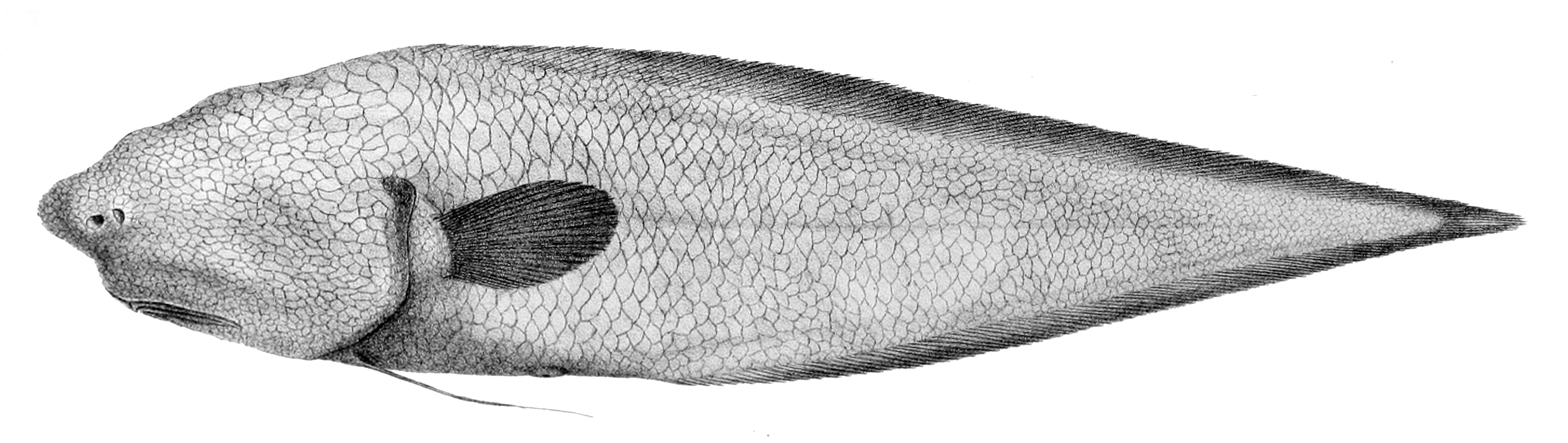
Typhlonus nasus

    - Ventichthys biospeedoi Nielsen, Møller & Segonzac, 2006.

## Stammesgeschichte
Bartmännchen sind fossil aus dem Paläozän (Ophidion), dem Eozän (Ampheristus, Eolamprogrammus, Hoplobrotula) und dem Oligozän (Propteridium) bekannt. Fossilien wurden im Iran, Turkmenistan, Großbritannien und in der norditalienischen Monte-Bolca-Formation gefunden.